# Mistrzostwa Polski w piłce siatkowej kobiet (1935)
Mistrzostwa Polski w piłce siatkowej kobiet 1935 – 7. edycja rozgrywek o mistrzostwo Polski w piłce siatkowej kobiet. Rozgrywki miały formę turnieju rozgrywanego we Lwowie. W turnieju mogły wziąć udział drużyny, które zwyciężyły w eliminacjach okręgowych. Były to ostatnie mistrzostwa rozgrywane przed II wojną na boiskach otwartych.

## Rozgrywki
Uczestniczące w mistrzostwach drużyny zostały podzielone na dwie grupy, z których do finału kwalifikowały się po dwa zespoły. W grupach i w finale grano systemem "każda drużyna z każdą". W rundzie finałowej nie uwzględniano wyników z pierwszej rundy.
- Grupa I: AZS Lwów, AZS Wilno, Olsza Kraków.

 Wyniki grupy I
| Data       | Drużyna 1     | Wynik | Drużyna 2     | Sety                |
| ---------- | ------------- | ----- | ------------- | ------------------- |
| 08.06.1935 | AZS Lwów      | 2:0   | Olsza Krakówa | 15:9, 15:8          |
| 08.06.1935 | AZS Lwów      | 2:1   | AZS Wilno     | 15:12, 10:15, 15:10 |
| 08.06.1935 | Olsza Krakówa | 2:0   | AZS Wilno     | 15:8, 15:4          |

- Grupa II: AZS Warszawa, HKS Łódź, Gryf Toruń.

 Wyniki grupy II
| Data       | Drużyna 1    | Wynik | Drużyna 2  | Sety                |
| ---------- | ------------ | ----- | ---------- | ------------------- |
| 08.06.1935 | Gryf Toruń   | 2:1   | HKS Łódź   | 11:15, 15:9, 16:14* |
| 08.06.1935 | AZS Warszawa | 2:0   | Gryf Toruń | 15:7, 15:9          |
| 08.06.1935 | AZS Warszawa | 2:1   | HKS Łódź   | 10:15, 15:9, 15:9   |

*Gryf przegrał trzeciego seta 12:15 ale złożył protest "wychodząc z założenia, że HKS. dokonał w trzecim secie zmiany ustawienia". Komisja sędziowska protest uznała i nakazała powtórkę seta.

 Wyniki fazy finałowej 
| Data       | Drużyna 1     | Wynik | Drużyna 2     | Sety                |
| ---------- | ------------- | ----- | ------------- | ------------------- |
| 10.06.1935 | AZS Lwów      | 2:1   | Olsza Kraków  | 11:15, 15:13, 15:11 |
| 10.06.1935 | AZS Warszawa  | 2:0   | Gryf Toruń    | 15:13, 15:9         |
|            |               |       |               |                     |
| 10.06.1935 | AZS Lwów      | 2:0   | Gryf Toruń    | 15:6, 15:13         |
| 10.06.1935 | AZS Warszawa  | 2:0   | Olsza Krakówa | 16:14, 15:9         |
|            |               |       |               |                     |
| 10.06.1935 | AZS Warszawa  | 2:0   | AZS Lwów      | 15:10, 15:6         |
| 10.06.1935 | Olsza Krakówa | 2:1   | Gryf Toruń    | 15:7, 10:15, 17:15  |

Mecz o 5 miejsce
| Data       | Drużyna 1 | Wynik | Drużyna 2 | Sety             |
| ---------- | --------- | ----- | --------- | ---------------- |
| 10.06.1935 | HKS Łódź  | 2:1   | AZS Wilno | 9:15, 15:7, 15:7 |

## Składy drużyn medalistów mistrzostw Polski
- AZS Warszawa: Irena Brzustowska, Barbara Stefańska, Irena Jaśnikowska, Alicja Piotrowska, Edyta Holfeier, Zdzisława Wiszniewska, Maria Włastelica, Halina Bruszkiewicz, Halina Piotrowska.

- AZS Lwów: Jadwiga Batiuk, Jaworska, Krzyska, Kijowska, Adamska, Roztocka, Rajska, Cudówna, Gawędzianka.

- Olsza Kraków: Jelonkówna, Korwat, Węglarska, Pytel, Semisson, Popłatkówna I, Popławskówna II,

## Klasyfikacja końcowa
| Miejsce | Drużyna      | Zwycięstwa | Sety | Punkty |
| ------- | ------------ | ---------- | ---- | ------ |
| złoto   | AZS Warszawa |            |      |        |
| 2.      | AZS Lwów     |            |      |        |
| 3.      | Olsza Kraków |            |      |        |
| 4.      | Gryf Toruń   |            |      |        |
| 5.      | HKS Łódź     |            |      |        |
| 6.      | AZS Wilno    |            |      |        |